# Давид Кертог
Давид Кертог (арм. Դավիթ Քերթող) — армянский поэт V века, автор стихотворной обработки эпического сказания «Тигран и Аждаак».
Единственное упоминание о Давиде содержится в армянском переводе «Искусства грамматики» Дионисия Фракийского, в котором анонимный переводчик, в качестве примера одного стихотворного жанра, приводит строки из поэмы Давида. В этих нескольких строках упоминаются армянский царь Тигран и его сестра Тигранухи. Стихотворение повторяет сюжет сказания «Тигран и Аждаак», сохранившийся у Мовсеса Хоренаци и повествует об армянском царе Тигране и мидийском царе Астиаге. В другом месте перевода «Искусства грамматики» тот же Давид упоминается в качестве автора некоего сочинения «Армяно-мидийская война». По всей видимости, именно так Давид назвал свою обработку эпоса «Тигран и Аждаак». М. Абегян, анализируя текст Хоренаци о Тигране и Аждааке, приходит к выводу, что в его основе несомненно должно было лежать какое-то поэтическое произведение, возможно, произведение Давида. Однако сам Хоренаци среди своих источников Давида не упоминает.
Иногда отождествляется с Давидом Непобедимым.
Сохранившиеся строки поэмы Давида были опубликованы в 1850 году в Базмавепе.